# دبی مارینا
دبی مارینا (به عربی: مرسی دبی) (به انگلیسی: Dubai Marina) به معنی تفرجگاه ساحلی دبی نام یک محله در دبی، امارات متحده عربی است. این محله دارای یک کانال آب مصنوعی است که از خلیج فارس به طول ۳ کیلومتر به داخل خشکی کشیده شده و برج‌های مسکونی در اطراف آن بنا شده‌اند. در پایان پروژه امکان سکونت ۱۲۰،۰۰۰ نفر در برج‌ها و آپارتمان‌های این منطقه وجود دارد. در صورت تکمیلِ این پروژه، دبی مارینا به بزرگ‌ترین مارینا در جهان تبدیل خواهد شد که به دست انسان ساخته شده است.
این منطقه دارای یک مرکز خرید بزرگ با نام «دبی مارینا مال» است.

## طراحی و ساخت
دبی مارینا با الهام از منطقهٔ فالس کریک در ونکوور، کانادا ساخته شده‌است.
معمار این پروژه شرکت آمریکایی هلموث، اوباتا و کاساباوم بوده است.

## ترابری
خط قرمز متروی دبی در دبی مارینا ایستگاه دارد.و همچنین تراموا در این منطقه برقرار است 

## نگارخانه

### ۲۰۰۷

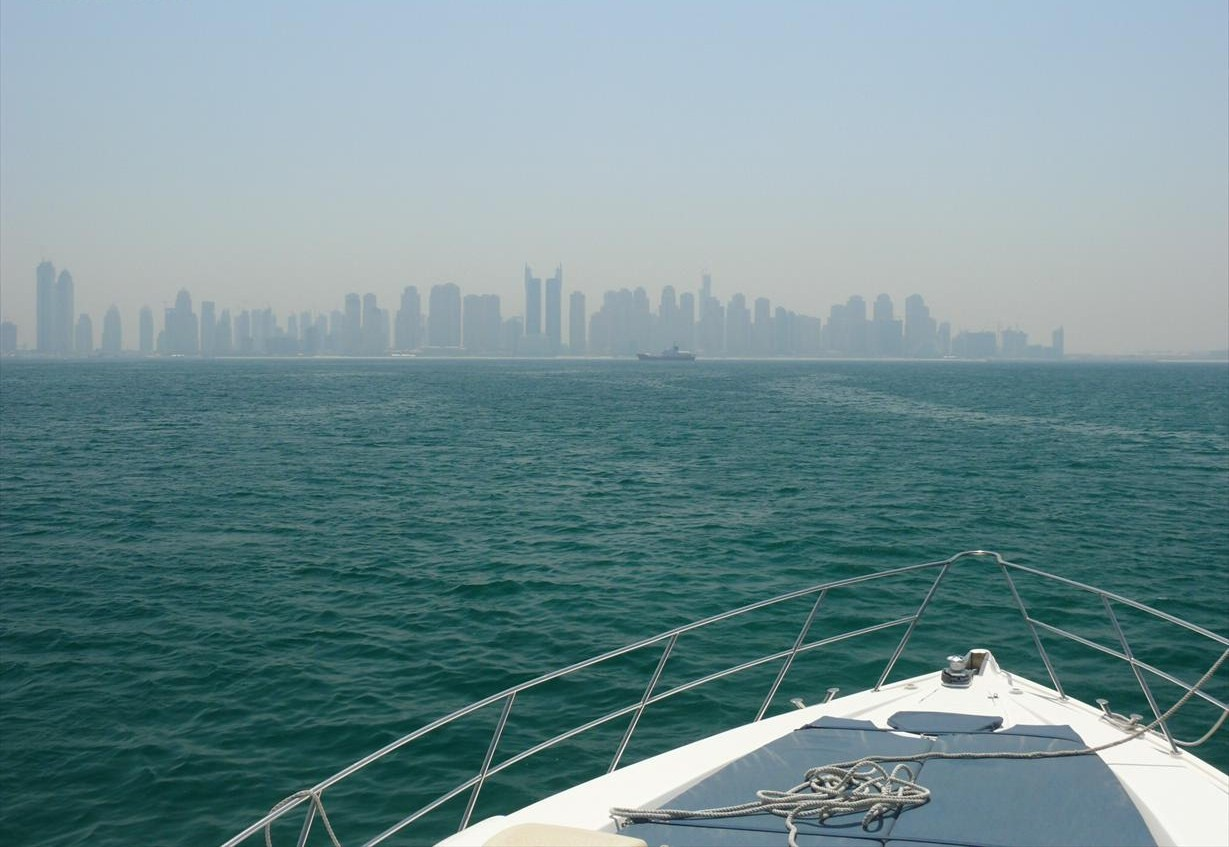
آسمان‌خراش‌های دبی مارینا در سال ۲۰۰۷ میلادی
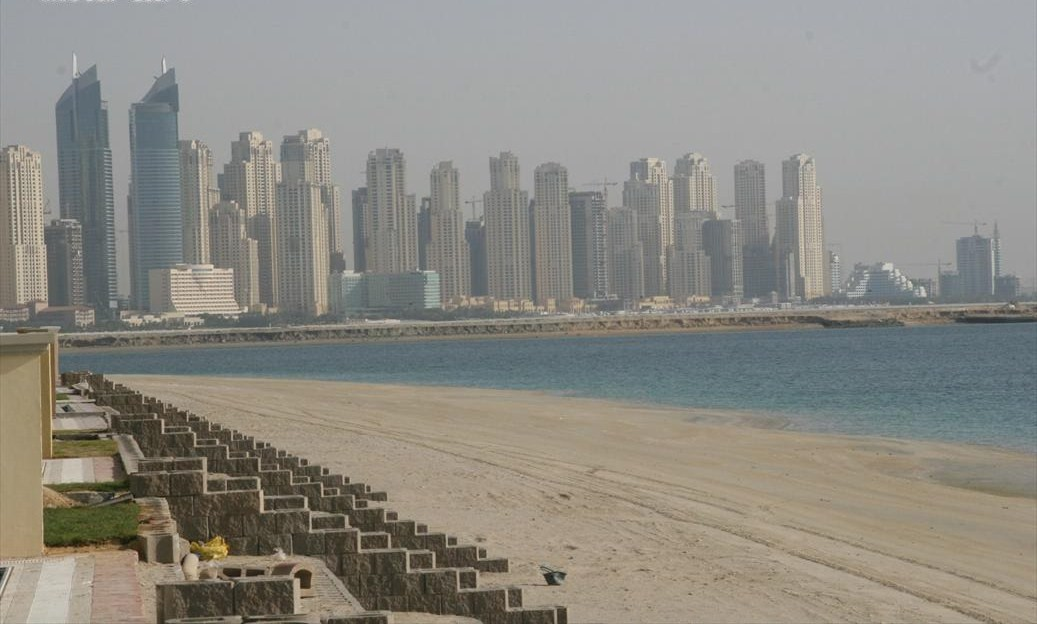
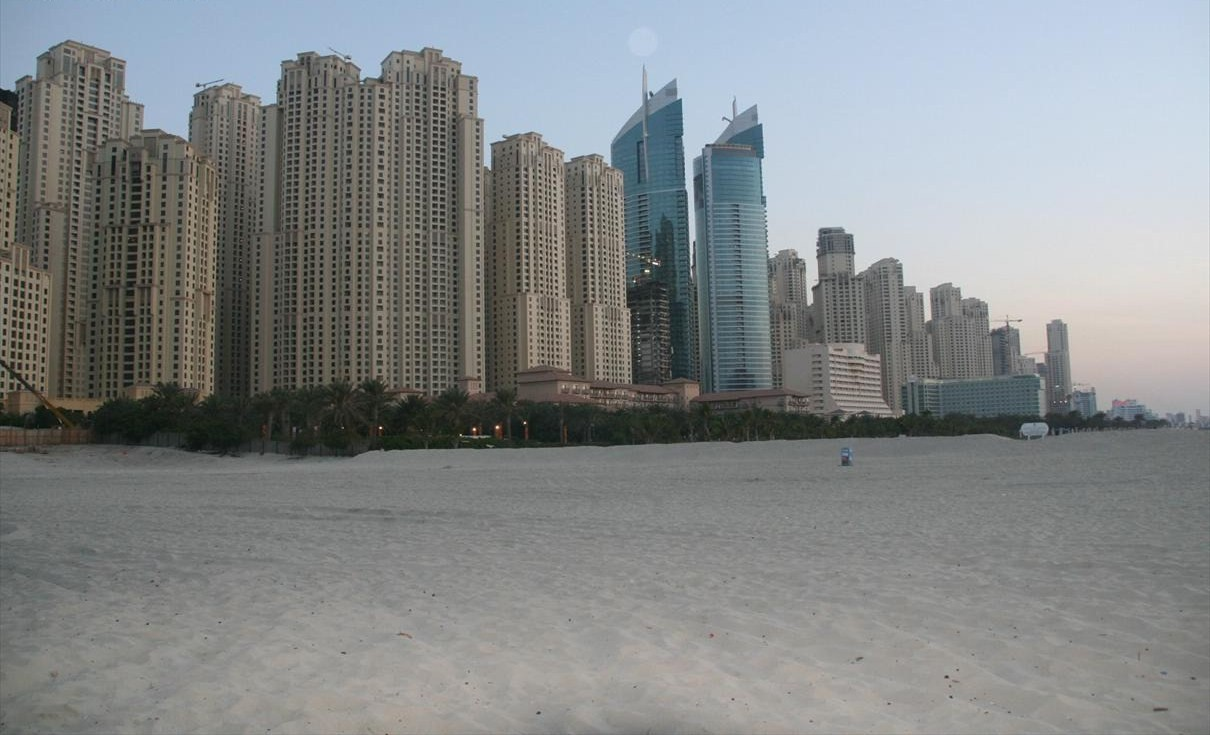

### ۲۰۱۲

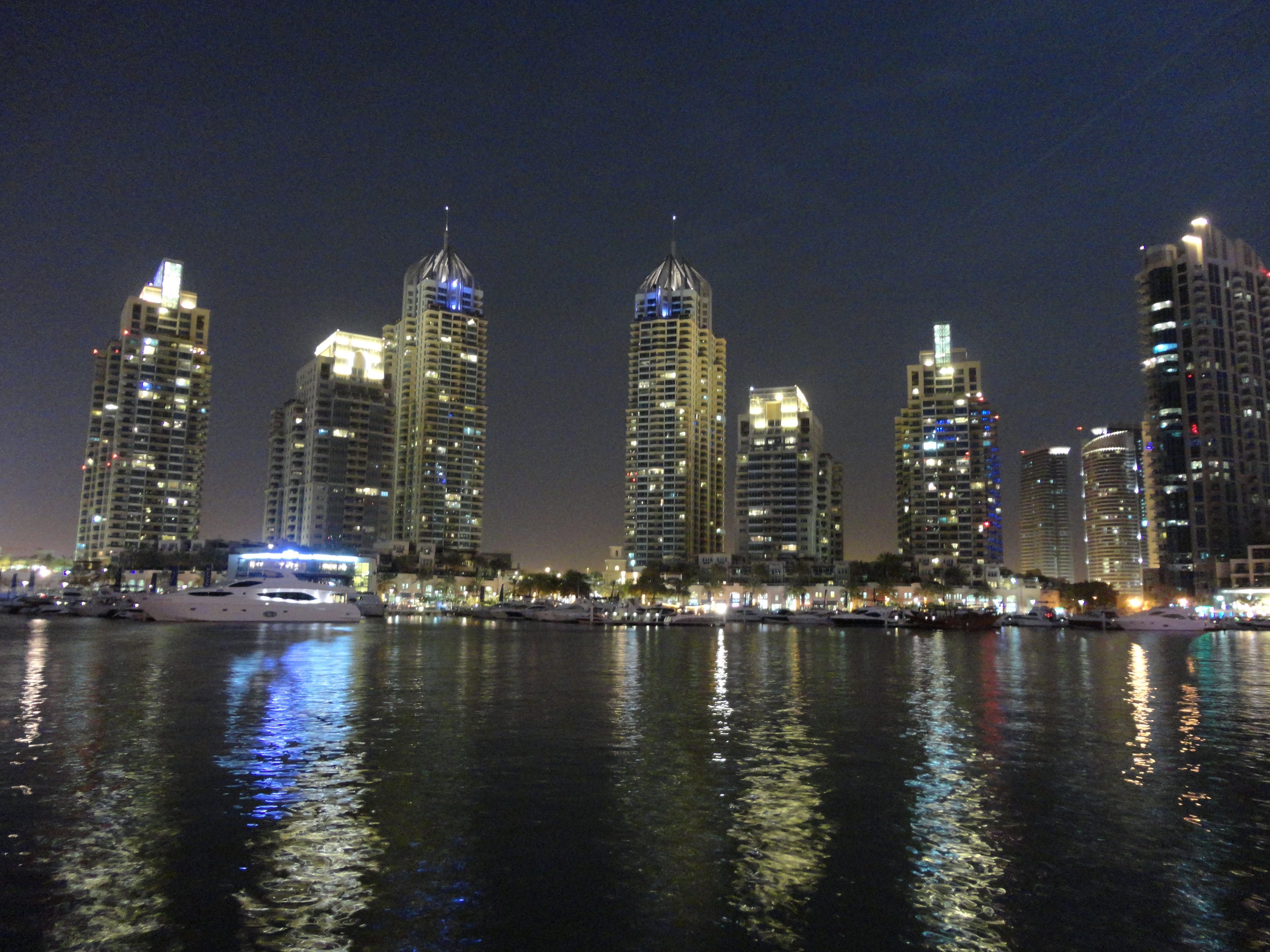
دبی مارینا در سال ۲۰۱۲
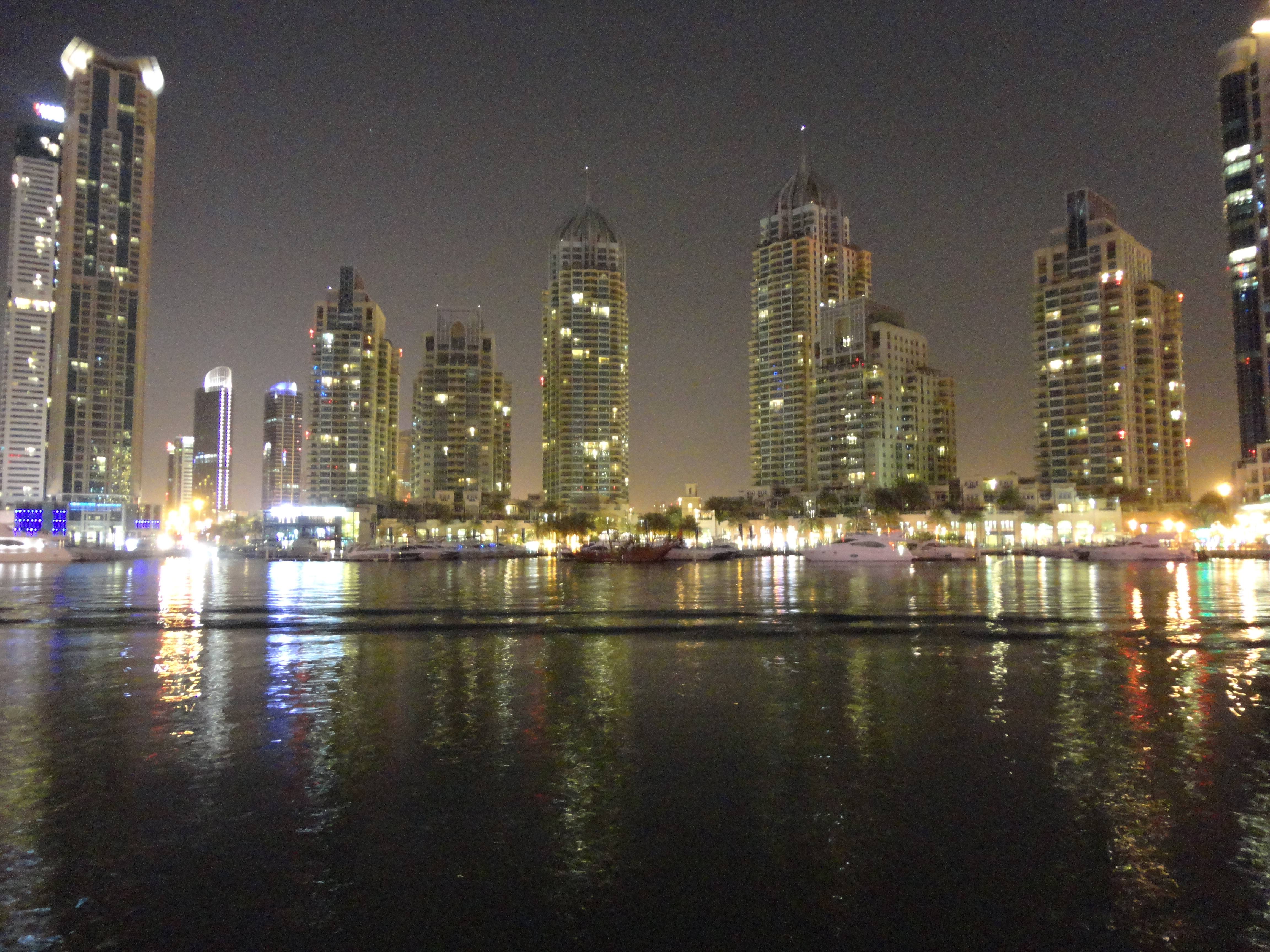
دبی مارینا در سال ۲۰۱۲
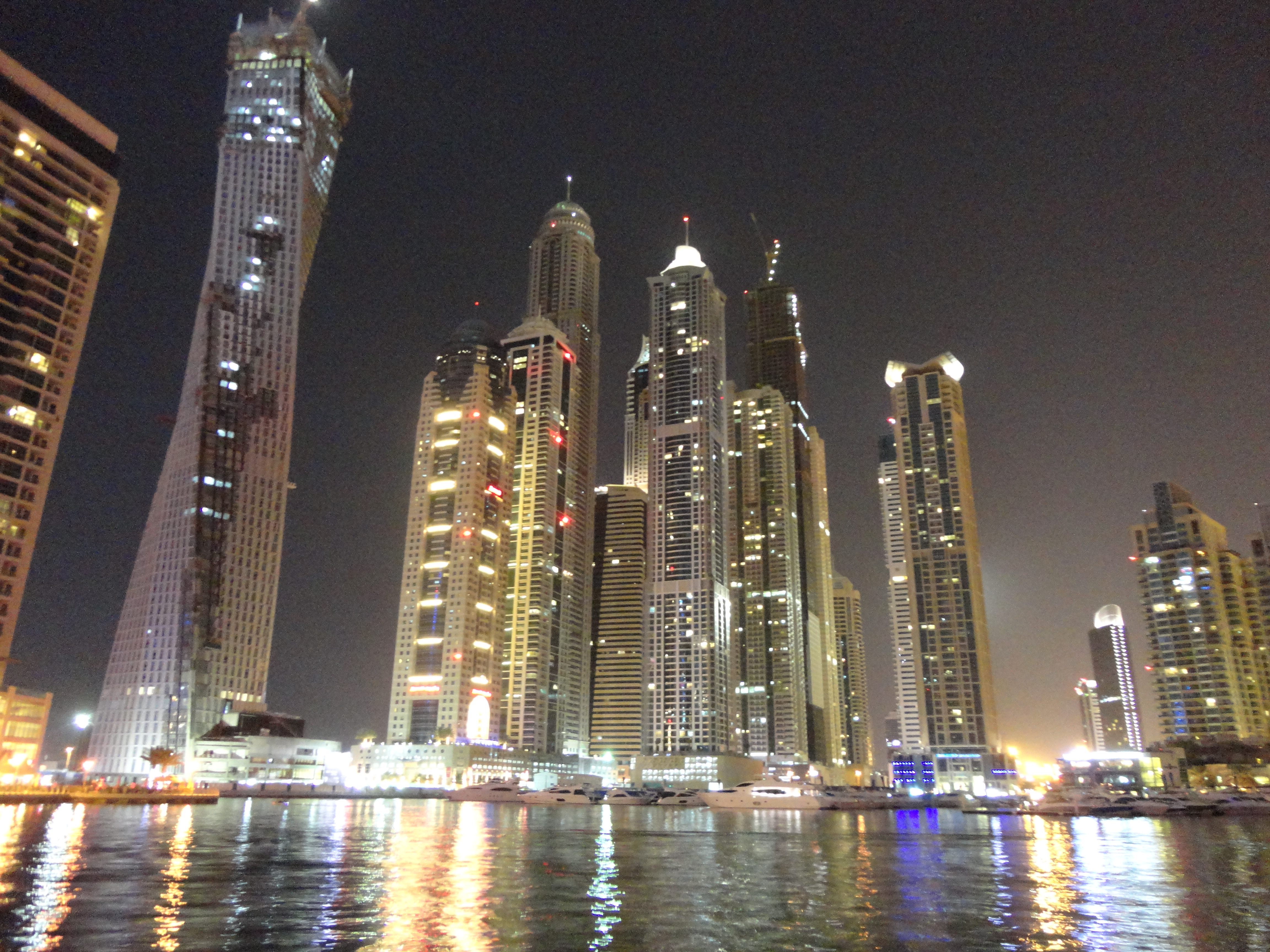
دبی مارینا در سال ۲۰۱۲